# Real Sociedad Gimnástica Española
|  | No s'ha de confondre amb Sociedad Gimnástica Española de San José. |

La Real Sociedad Gimnástica Española, també coneguda com a Gimnástica de Madrid, fou un club esportiu de la ciutat de Madrid.

## Història
El club es fundà l'any 1887, tot i que la secció de futbol no es creà fins al 1907. El club destacà als anys 10. Guanyà 3 campionats regionals i el 1912 disputà la final del Campionat d'Espanya que perdé davant el FC Barcelona. El 1915, el rei Alfons XIII li concedí el títol de Reial. El 1928 es suprimí la secció de futbol en no poder competir dins del futbol professional, secció que recuperà més tard però ja no a alt nivell.

## Futbolistes destacats
- Severiano Goiburu

## Palmarès
- Campionat Regional Centre 4:
  - 1910, 1911, 1912, 1924

## Escuts

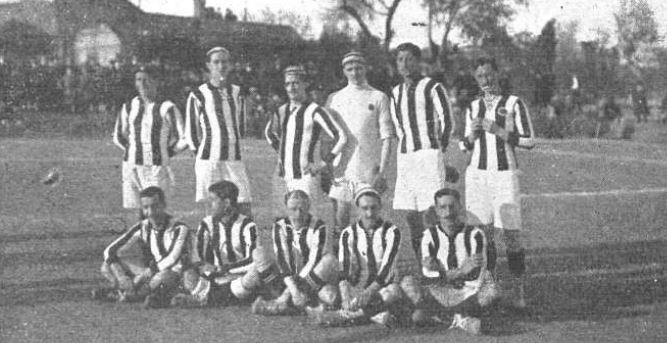
Equip l'any 1910.

- Escut 1 Arxivat 2011-12-22 a Wayback Machine.
- Escut 2 Arxivat 2011-12-22 a Wayback Machine.
- Escut 3
- Escut 4